# Aconitsäure
Aconitsäure ist der Trivialname für 1,2,3-Propentricarbonsäure, eine ungesättigte organische Verbindung mit drei Carbonsäurefunktionen. Ihre Salze heißen Aconitate.

## Isomere
Die Aconitsäure kann als cis- oder als trans-Isomer vorliegen. 
| Isomere von Aconitsäure |                       |                   |
| Name                    | cis-Aconitsäure       | trans-Aconitsäure |
| Andere Namen            | (Z)-Aconitsäure       | (E)-Aconitsäure   |
| Strukturformel          |                       |                   |
| CAS-Nummer              | 585-84-2              | 4023-65-8         |
| CAS-Nummer              | 499-12-7 (unspez.)    |                   |
| EG-Nummer               | 209-564-4             | 223-688-6         |
| EG-Nummer               | 207-877-0 (unspez.)   |                   |
| ECHA-Infocard           | 100.008.697           | 100.021.536       |
| ECHA-Infocard           | 100.007.162 (unspez.) |                   |
| PubChem                 | 643757                | 444212            |
| PubChem                 | 309 (unspez.)         |                   |
| Wikidata                | Q27104226             | Q27104227         |
| Wikidata                | Q288782 (unspez.)     |                   |

## Vorkommen
In der Natur kommen beide Isomere der Aconitsäure vor. Die cis-Aconitsäure ist ein Zwischenprodukt bei der Umsetzung von Citrat zu Isocitrat durch die Aconitase im Citratzyklus und Glyoxylatzyklus. Sie kommt in freier Form in der Blume Blauer Eisenhut (Aconitum napellus), aber auch in anderen Pflanzen wie der Christrose vor.

## Darstellung
Aconitsäure lässt sich durch Dehydratisierung von Citronensäure unter dem Einfluss von konzentrierter Schwefelsäure herstellen:
{\displaystyle \mathrm {C_{6}H_{8}O_{7}\ {\xrightarrow[{}]{H_{2}SO_{4}}}\ C_{6}H_{6}O_{6}\ +\ H_{2}O} }
Erstmals wurde sie 1875 thermisch bei 170 °C  aus Citronensäure hergestellt.

## Eigenschaften
Das cis-Isomer bildet sehr leicht ein Anhydrid, cis-Aconitanhydrid mit einem Schmelzpunkt von 75 °C.